# Comuna Andriivka, Romnî
Andriivka (în ucraineană Андріївка) este o comună în raionul Romnî, regiunea Sumî, Ucraina, formată din satele Andriivka (reședința), Holodnîk și Tarasivka.

## Demografie
Componența lingvistică a comunei Andriivka
     Ucraineană (97,27%)
     Rusă (2,56%)
     Alte limbi (0,17%)
Conform recensământului din 2001, majoritatea populației comunei Andriivka era vorbitoare de ucraineană (97,27%), existând în minoritate și vorbitori de rusă (2,56%).